# Lliga azerbaidjanesa de futbol

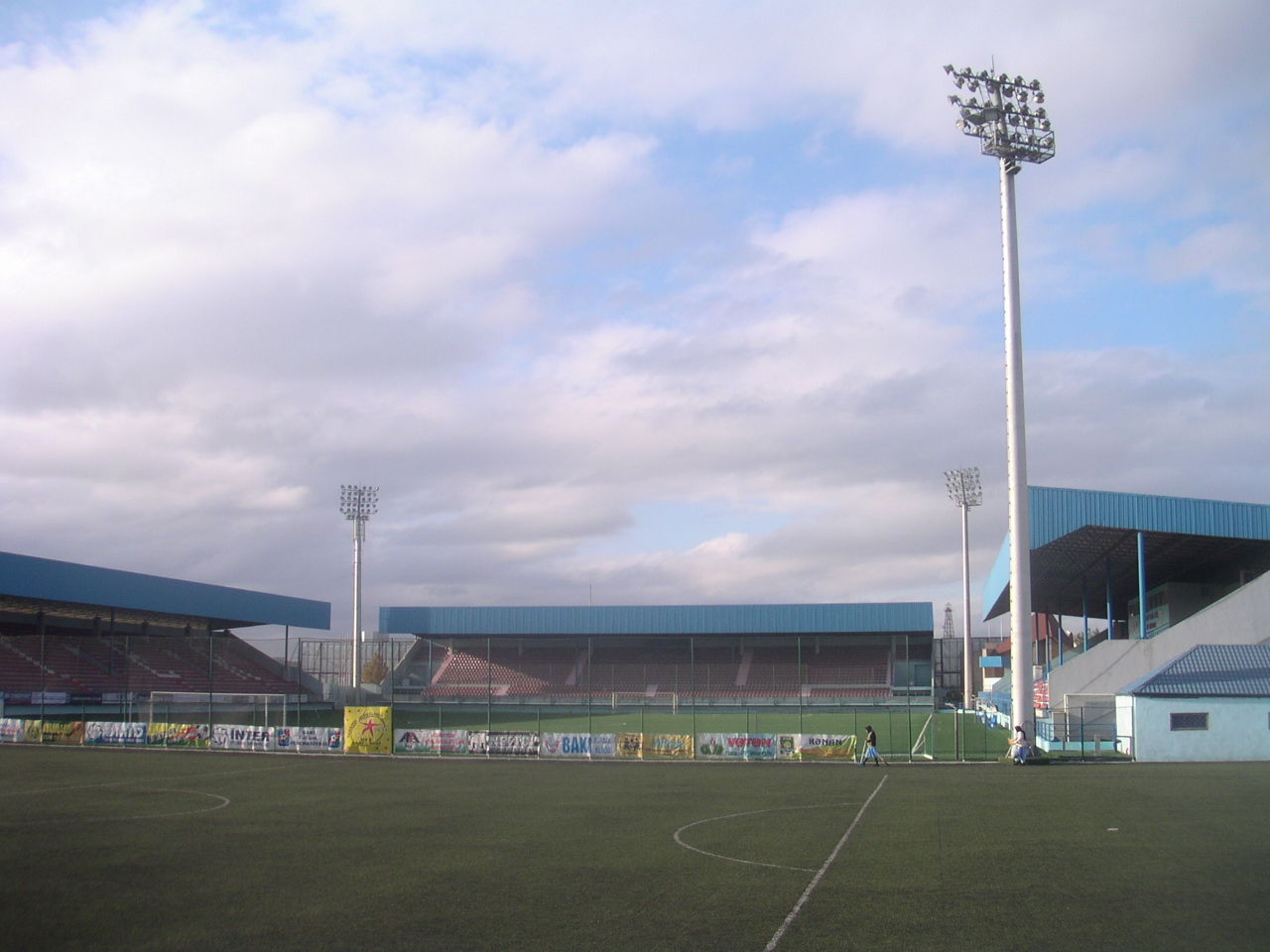
Estadi Shafa.

La lliga azerbaidjanesa de futbol és la màxima competició futbolística de l'Azerbaidjan.
La màxima categoria està formada per 14 equips. Des del 2007 s'anomena Premier League i és organitzada per la Lliga de Futbol Professional de l'Azerbaidjan, que reemplaçà la Top Division (en àzeri Yuksak Liga). Entre 1928 i 1991, la competició es disputà com un torneig regional integrat dins les categories de la lliga soviètica de futbol.

## Equips participants en la temporada 2017-2018
- FK Qarabağ
- FK Qäbälä
- Inter Bakú
- Zira FK
- Kapaz PFK
- Sumgayit FK
- Neftchi Bakú PFC
- Turan-T IK

## Historial
Font:

### Campionat de la Ciutat de Baku
- 1911: British Club
- 1912: British Club
- 1913: Idmanchi
- 1914: Idmanchi
- 1915: Idmanchi
- 1916: Balakhany FS
- 1917: Sokol

### Campions durant l'època soviètica
- 1928: Progress-2 Bakú
- 1934: Profsoyuz Bakú
- 1935: Stroitel Yuga Bakú
- 1936: Stroitel Yuga Bakú
- 1937: Lokomotiv Bakú
- 1938: Lokomotiv Bakú
- 1939: Lokomotiv Bakú
- 1940: Lokomotiv Bakú
- 1944: Dinamo Bakú
- 1946: Lokomotiv Bakú
- 1947: Trudovye Rezervy Bakú
- 1948: KKF Bakú
- 1949: KKF Bakú
- 1950: Iskra Bakú
- 1951: Ordgonikidzeneft Bakú
- 1952: Ordgonikidzeneft Bakú
- 1953: Ordgonikidzeneft Bakú
- 1954: Zavod im. S.M.Budennogo Bakú
- 1955: Ordgonikidzeneft Bakú
- 1956: NPU Ordgonikidzeneft Bakú
- 1957: NPU Ordgonikidzeneft Bakú
- 1958: NPU Ordgonikidzeneft Bakú
- 1960: MOIK Bakú
- 1961: Spartak Bakú
- 1962: MOIK Bakú
- 1963: Araz Bakú
- 1964: Polad Sumgait
- 1965: Vostok Bakú
- 1966: Vostok Bakú
- 1967: Araz Bakú
- 1968: MOIK Bakú
- 1969: Araz Bakú
- 1970: MOIK Bakú
- 1971: Khimik Salyany
- 1972: Suruhanez Bakú
- 1973: Araz Bakú
- 1974: Araz Bakú
- 1975: Araz Bakú
- 1976: Araz Bakú
- 1977: Qarabağ Khankendi
- 1978: SKIF Bakú
- 1979: MOIK Bakú
- 1980: Energetik Ali-Bayramly
- 1981: Gandglik Bakú
- 1982: Tokhudgu Bakú
- 1983: Termist Bakú
- 1984: Termist Bakú
- 1985: Khazar Sumgait
- 1986: Goyazan Kazakh
- 1987: Araz Nakhichevan
- 1988: FK Qarabağ
- 1989: Stroitel Sabirabad
- 1990: FK Qarabağ
- 1991: Khazar Sumgait

### Campions des de la independència
- 1992:  Neftchi Bakú PFC (1)
- 1993:  FK Qarabağ (1)
- 1993-94:  PFC Turan Tovuz (1)
- 1994-95:  FC Kapaz (1)
- 1995-96:  Neftchi Bakú PFC (2)
- 1996-97:  Neftchi Bakú PFC (3)
- 1997-98:  FC Kapaz (2)
- 1998-99:  FC Kapaz (3)
- 1999-00:  FK Shamkir (1)
- 2000-01:  FK Shamkir (2)
- 2001-02:  FK Shamkir (3)
- 2002-03: No es disputà
- 2003-04:  Neftchi Bakú PFC (4)
- 2004-05:  Neftchi Baku PFC (5)
- 2005-06:  FK Baku (1)
- 2006-07:  FC Khazar Lenkoran (1)
- 2007-08:  FC Inter Baku (1)
- 2008-09:  FK Baku (2)
- 2009-10:  FC Inter Baku (2)
- 2010-11:  Neftchi Baku PFC (6)
- 2011-12:  Neftchi Baku PFC (7)
- 2012-13:  Neftchi Baku PFC (8)
- 2013-14:  FK Qarabağ (2)
- 2014-15:  FK Qarabağ (3)
- 2015-16:  FK Qarabağ (4)
- 2016-17:  FK Qarabağ (5)
- 2017-18:  FK Qarabağ (6)
- 2018-19:  FK Qarabağ (7)
- 2019-20:  FK Qarabağ (8)
- 2020-21:  Neftchi Baku PFC (9)
- 2021-22:  FK Qarabağ (9)
- 2022-23:  FK Qarabağ (10)
- 2023-24:  FK Qarabağ (11)
- 2024-25:  FK Qarabağ (12)